# Andray Baptiste
Andray Baptiste (15 aprile 1977) è un ex calciatore grenadino, di ruolo portiere.

## Carriera

### Club
Dopo aver giocato in patria con il Police, si trasferisce in Inghilterra giocando in campionati dalla settima alla decima serie.

### Nazionale
Conta 16 presenze in Nazionale, dal 2002 al 2011.